# Ana Rioja Jiménez
Ana Rioja Jiménez (Tudela, Navarra, 28 de febrero de 1962) es una periodista y escritora española que compagina su profesión de periodista con su vocación de escritora. Hasta la fecha, ha publicado seis libros (tres novelas y tres ensayos) y es autora de un blog dedicado a las mujeres de cincuenta años y más, mujeres en la edad invisible.

## Reseña biográfica y trayectoria
Como escritora, en 1993 vio la luz su primer libro, una biografía de María de Ávila, en la colección Memorias de Aragón. Ha publicado tres novelas: Julia, Rayo de Luna (1996), Esa mujer no es para ti (1998) e Y Dios creó el corazón de los periodistas (2000), editadas por Huerga & Fierro. En 2004 publicó el libro de teatro Sueños, títeres y corazones (Arbolé), y en 2010, el libro de danza Berna se escribe con J (Luna Nueva). Asimismo, es coautora de los libros: Historia Mágica de Zaragoza y su provincia, editado por la Diputación Provincial de Zaragoza y el Grupo Z, con la aportación de las leyendas Yo posé para Goya y La mirada de Greta Garbo; Hijos del cierzo, una antología de escritores aragoneses contemporáneos, que contiene su relato "La espada del Capitán Trueno” y “Los cuentos de nuestra tribu”, con el relato “El poder de los mediocres”.
Es la creadora del blog cincuentayears.com, dedicado a las mujeres de cincuenta años y más, mujeres en la edad invisible, para evidenciar que son maravillosas por fuera y por dentro, y que aún tienen muchos sueños, con secciones como nutrición, belleza, moda, cultura, y opinión.

## Obras
Narrativa
- Julia, rayo de luna (1996), editada por Huerga & Fierro.
- Esa mujer no es para ti (1998), editada por Huerga & Fierro.
- Y Dios creó el corazón de los periodistas (2000), editada por Huerga & Fierro.

Coautora de los libros de relatos:
- Historia Mágica de Zaragoza y su provincia (1997), editado por la Diputación Provincial de Zaragoza y el Grupo Z, con la aportación de las leyendas "Yo posé para Goya" y "La mirada de Greta Garbo"
- Hijos del cierzo< (1998), una antología de escritores aragoneses contemporáneos editada por Prames, que contiene su relato "La espada del Capitán Trueno”
- Los cuentos de nuestra tribu (2000), libro editado por El Corte Inglés, con el relato “El poder de los mediocres”.

Ensayo
- María de Ávila (1993), editada por el Gobierno de Aragón, en la colección Memorias de Aragón.
- Sueños, títeres y corazones (2004), editado por Arbolé
- Miguel Ángel Berna se escribe con J (2010), editado por Luna Nueva.